# Rhamphichthys
Rhamphichthys is een geslacht van straalvinnige vissen uit de familie van de Amerikaanse mesalen (Rhamphichthyidae).

## Soorten
- Rhamphichthys apurensis (Fernández-Yépez, 1968)
- Rhamphichthys atlanticus Triques, 1999
- Rhamphichthys drepanium Triques, 1999
- Rhamphichthys hahni (Meinken, 1937)
- Rhamphichthys heleios Carvalho & Albert, 2015
- Rhamphichthys lineatus Castelnau, 1855
- Rhamphichthys longior Triques, 1999
- Rhamphichthys marmoratus Castelnau, 1855
- Rhamphichthys pantherinus Castelnau, 1855
- Rhamphichthys rostratus (Linnaeus, 1766)